# تسالادا
تسالادا (به لاتین: Tsalada) یک منطقهٔ مسکونی در روسیه است که در داغستان واقع شده‌است.